# Emma Herbert
Lady Emma Louise Vickers (Inglaterra, 12 de marzo de 1969), nacida como Emma Herbert, es una trapecista de circo británica, especialista y profesora de artes circenses.

## Trayectoria
Hija de Henry Herbert, decimoséptimo conde de Pembroke, se crio en Wilton House en Wiltshire y se educó en St Mary's, Calne. 
Al dejar la escuela, se trasladó a la ciudad de Nueva York, donde vivió en el Lower East Side. A su regreso a Inglaterra, Herbert conoció al grupo de artes escénicas, Mutoid Waste Company. Aprendió habilidades acrobáticas del grupo y realizó una gira por Europa con ellos. En esa época conoció también al grupo pop Sigue Sigue Sputnik y al cantante Lemmy Kilmister, de Motörhead. Más tarde se convirtió en especialista y consiguió su primer trabajo en Xena: la princesa guerrera. Posteriormente,  se unió a 'Generating Company', también llamado como 'Genco', un grupo de teatro de circo,  con el que hizo una gira por toda Europa. En 2002 actuó en la discoteca Privilege de la isla de Ibiza.
En 2003, The Sunday Times informó sobre su trabajo como trapecista y acróbata, calificándola de "una de las principales exponentes de Gran Bretaña... Nadie puede cuestionar su arduo trabajo y valentía" y señalaba que estaba a la vanguardia del circo moderno. En 2004, trabajó de trapecista en 'Time', un club en Naas, condado de Kildare, Irlanda, donde se la consideraba una estrella.
Pasó un año de gira por Nueva Zelanda como trapecista principal del Weber Bros Circus. Herbert es profesora de artes circenses en la Escuela de Artes Escénicas de Nueva Zelanda, Auckland.

## Biografía
Ahijada de Andrew Parker Bowles, el 4 de julio de 1973 fue dama de honor en su boda con Camilla Shand.
Su madre, Claire (nacida Pelly), la describió más tarde como "muy vanguardista" y "un poco salvaje". The Sunday Times publicó en 2003 sobre Herbert "llevaba la rebeldía en la sangre". Su padre, fallecido en 2003, director y productor de cine, cuya filmografía incluye la película Emily (1976), protagonizada por Koo Stark, y The Girl with Brains in Her Feet (1997). Se casó con Robin Vickers en 2005 con quien tiene dos hijos.